# Alalcomenaeus
Alalcomenaeus (лат.) — вымерший род членистоногих (артропод) семейства Leanchoiliidae из класса Megacheira. Это одно из самых распространенных животных кембрийского периода. Около трёхсот особей было найдено в сланцах Бёрджес. Также 618 экземпляров (из них 596 экземпляров молоди) были найдены в Филлопод Бэд, где они составляют 1,2 % всей фауны. По своему строению Alalcomenaeus схож с опабинией.

## Описание
Alalcomenaeusй достигал шести сантиметров в длину, хотя были найдены образцы поменьше. У этого членистоногого было 3 глаза. Тело Alalcomenaeus, как и у опабинии, состояло из одиннадцати сегментов. Хвостовой сегмент с плоскими шипами помогал Alalcomenaeus передвигаться.

## Палеоэкология
Alalcomenaeus, вероятно, плавал, так как, возможно, его конечности не были приспособлены для прогулок по дну. Судя по его хватательным придаткам вокруг ротового отверстия, как у аномалокариса, это членистоногое вело хищный образ жизни питаясь донными организмами.

## Таксономия
Кембрийское членистоногое Actaeus armatus может оказаться плохо сохранившимся образцом Alalcomenaeus.